# لا سو دورجل
لا سو دورجل (به اسپانیایی: Seo de Urgel) یک دهستان در اسپانیا است که در الت یورگل واقع شده‌است.

## خصوصیات
لا سو دورجل ۱۵٫۴ کیلومترمربع مساحت و ۱۲٬۳۶۶ نفر جمعیت دارد و ۶۹۱ متر بالاتر از سطح دریا واقع شده‌است.